# Róbert Semeník
Róbert Semeník (Veľký Krtíš, 13 gennaio 1973) è un ex calciatore slovacco, di ruolo attaccante.

## Carriera

### Club
Il 24 luglio del 2004 esordisce nella Superliga siglando una rete all'AS Trenčín (2-1). Il 29 agosto firma una doppietta contro lo Spartak Trnava (4-2). Il 9 aprile 2005 mette a segno due reti contro il Rimavska Sobota (3-2). Il 30 aprile seguente decide la sfida contro l'Futbalový Klub AS Trenčín (0-1).
Firma doppiette contro AS Trencin (2-0), Nitra (0-3), Artmedia Bratislava (3-0), Dubnica (2-3), decidendo la sfida contro Inter Bratislava (1-0).

## Palmarès

### Club
- Corgoň Liga: 2

Košice: 1996-1997, 1997-1998
- Slovenský Superpohár: 1

Košice: 1997
- 1. Slovenská Futbalová Liga: 1

Dukla Banska Bystrica: 2002-2003
- Slovenský Pohár: 1

Dukla Banska Bystrica: 2004-2005

### Individuale
- Capocannoniere del campionato slovacco: 2

1994-1995 (18 reti), 1995-1996 (29 reti)